# O’Brien (Oregon)
O’Brien az Amerikai Egyesült Államok északnyugati részén, Oregon állam Josephine megyéjében elhelyezkedő statisztikai település. A 2020. évi népszámláláskor 470 lakosa volt.
Névadója John O’Brien, a térség egyik első lakója. A munkanélküliség 2010-ben 6,9% volt (az országos átlag 5,2%). 2012-ben a rendőrség költségvetésének csökkentését követően a rendvédelmi feladatokat önkéntesek vették át.

## Éghajlat
A település éghajlata mediterrán (a Köppen-skála szerint Csb).
| Hónap                              | Jan.  | Feb.  | Már. | Ápr. | Máj. | Jún. | Júl. | Aug. | Szep. | Okt. | Nov.  | Dec.  | Év    |
| ---------------------------------- | ----- | ----- | ---- | ---- | ---- | ---- | ---- | ---- | ----- | ---- | ----- | ----- | ----- |
| Rekord max. hőmérséklet (°C)       | 19,0  | 24,0  | 28,0 | 33,0 | 37,0 | 43,0 | 44,0 | 43,0 | 43,0  | 38,0 | 26,0  | 21,0  | 44,0  |
| Átlagos max. hőmérséklet (°C)      | 11,0  | 14,0  | 17,0 | 20,0 | 25,0 | 29,0 | 34,0 | 34,0 | 31,0  | 23,0 | 14,0  | 10,0  | 21,9  |
| Átlagos min. hőmérséklet (°C)      | 1,0   | 1,0   | 2,0  | 3,0  | 6,0  | 8,0  | 11,0 | 10,0 | 7,0   | 4,0  | 3,0   | 1,0   | 4,8   |
| Rekord min. hőmérséklet (°C)       | −12,0 | −16,0 | −7,0 | −6,0 | −3,0 | −2,0 | 2,0  | 1,0  | −4,0  | −9,0 | −12,0 | −21,0 | −21,0 |
| Átl. csapadékmennyiség (mm)        | 274   | 237   | 200  | 109  | 61   | 24   | 7    | 10   | 20    | 90   | 244   | 330   | 1606  |
| Forrás: Weatherbase és Intellicast |       |       |      |      |      |      |      |      |       |      |       |       |       |

## Népesség
A településnek 2010-ben 504, 2020-ban pedig 470 lakosa volt.

## Fordítás
- Ez a szócikk részben vagy egészben  az   O'Brien, Oregon című angol Wikipédia-szócikk ezen változatának fordításán alapul.  Az eredeti cikk szerkesztőit annak laptörténete sorolja fel. Ez a jelzés csupán a megfogalmazás eredetét és a szerzői jogokat jelzi, nem szolgál a cikkben szereplő információk forrásmegjelöléseként.